# Paujiles
Paujiles är en ort i Honduras.   Den ligger i departementet Departamento de Yoro, i den centrala delen av landet, 110 km norr om huvudstaden Tegucigalpa. Paujiles ligger 1 324 meter över havet och antalet invånare är 1 244.
Terrängen runt Paujiles är huvudsakligen kuperad, men åt sydost är den bergig. Runt Paujiles är det ganska glesbefolkat, med 42 invånare per kvadratkilometer. Närmaste större samhälle är Santa Rita, 10,3 km nordost om Paujiles. 